# Presa San Antonio Regla
La presa San Antonio Regla o simplemente presa San Antonio, es una represa ubicada en el municipio de Huasca de Ocampo, estado de Hidalgo, México.

## Historia

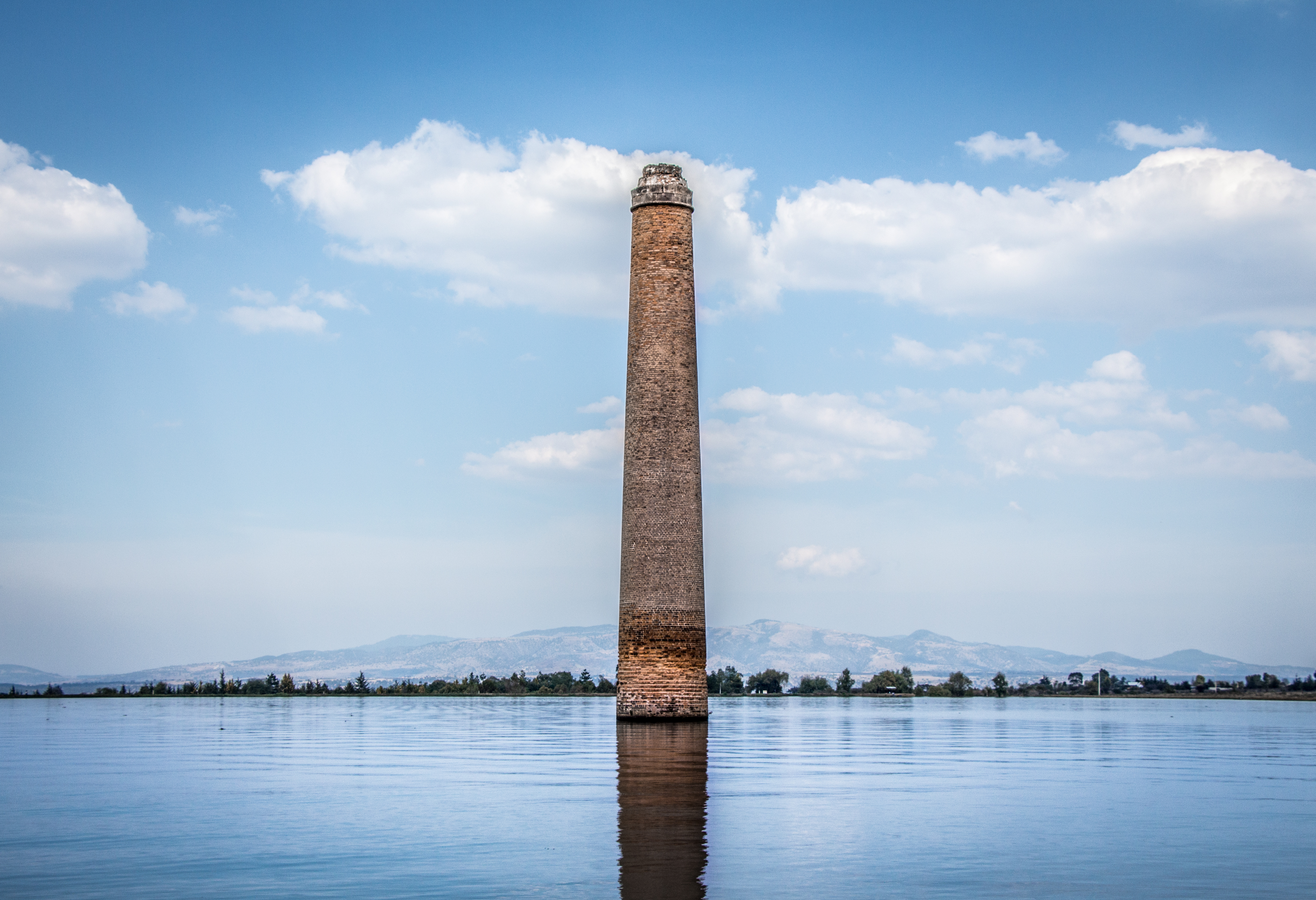
Chimenea conocida como chacuaco (palabra de origen purépecha), la cual conserva una placa con fecha de 1881.

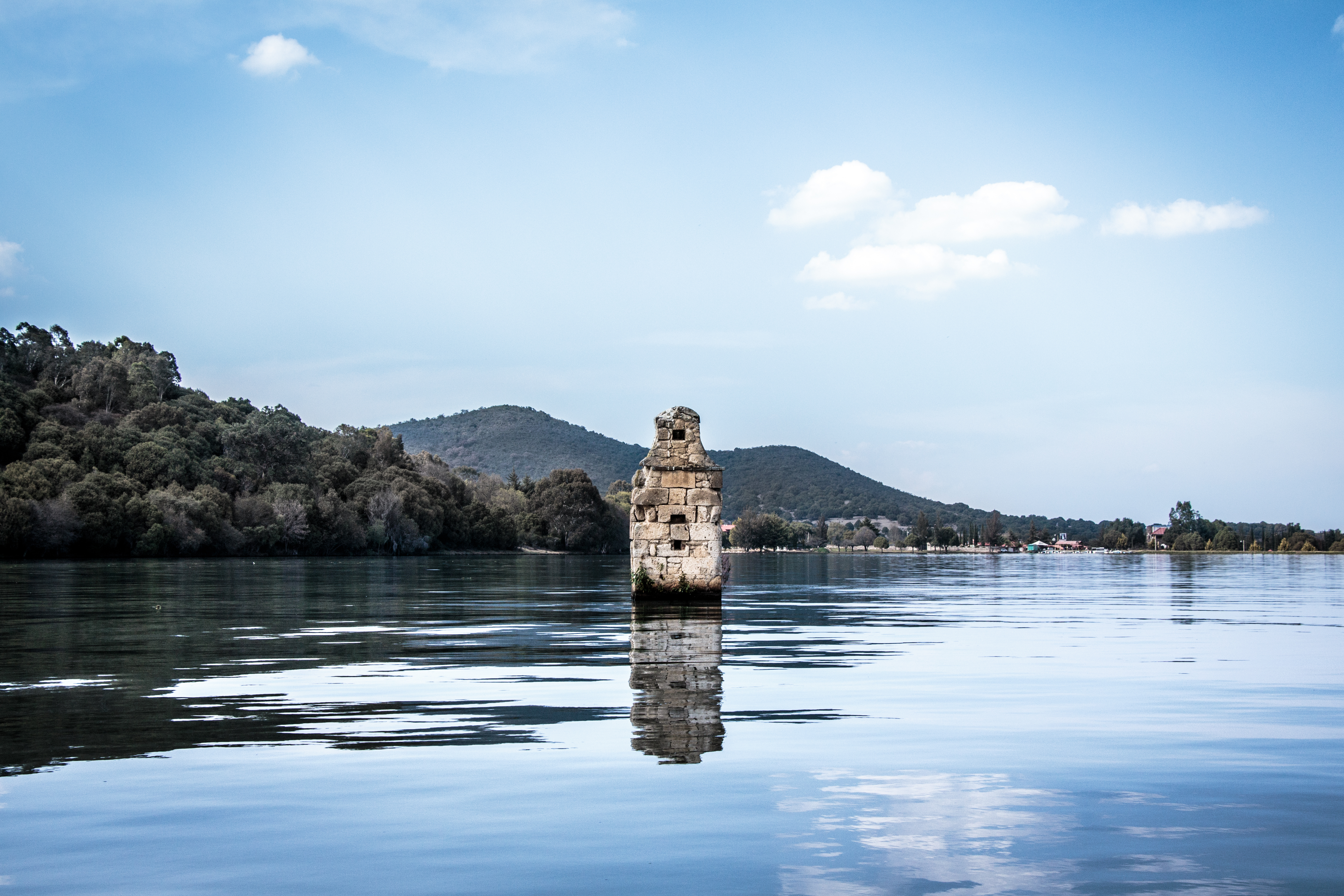
Vestigios de la hacienda.

A raíz de la bonanza de la Veta de Vizcaína, en el siglo XVIII, surge la necesidad de construir haciendas para el beneficio de la plata. El propietario de esta, Pedro Romero de Terreros, busca un sitio para su edificación, ya que el terreno montañoso de Real del Monte era un obstáculo, al requerirse extensiones planas para practicar el beneficio de patio, inventado por Bartolomé de Medina.
Romero de Terreros, decidió llevar al cabo el proyecto en la vecina población de Huasca, de modo que entre 1760 y 1762, construye las haciendas de Santa María, San Francisco Javier, San Miguel y San Antonio todas de Regla; con lo que se propicia el gran desarrollo de la región ya que dio ocupación a cientos de trabajadores en primer término para construirlas y enseguida para operarlas en toda su capacidad.
Un poco después de la Independencia de México, se tuvo un periodo de asociación con Cornualles, Inglaterra, la comunidad córnica e inglesa se estableció en la región; es la época en que sucede la modernización de las
minas bajo la gerencia de empresas inglesas, creando la Compañía Real del Monte y Pachuca (CRDMyP).
En 1906 la Compañía Real del Monte y Pachuca, y las minas del distrito son adquiridas por la United States Smelting Refining and Mining Company (USSR&MC) la cual moderniza la empresa, al traer tecnología para instalar una planta hidroeléctrica después de determinar que esa zona contaba con las mejores condiciones topográficas. El terreno llano donde se ubicaba la Hacienda fue seleccionado, la presa inició su construcción en 1912 terminando en 1915, la presa cambio el curso del agua del río sobre los Prismas basálticos de Santa María Regla.
En 2015 se inició el proyecto del Geoparque Comarca Minera que busca dar valor al patrimonio geológico, minero, arqueológico y cultural de la región de la Comarca Minera; el 5 de mayo de 2017 la Unesco designó oficialmente al geoparque dentro de la Red global de geoparques, quedando la presa San Antonio Regla, como uno de los treinta y un geositios del proyecto.

## Geografía

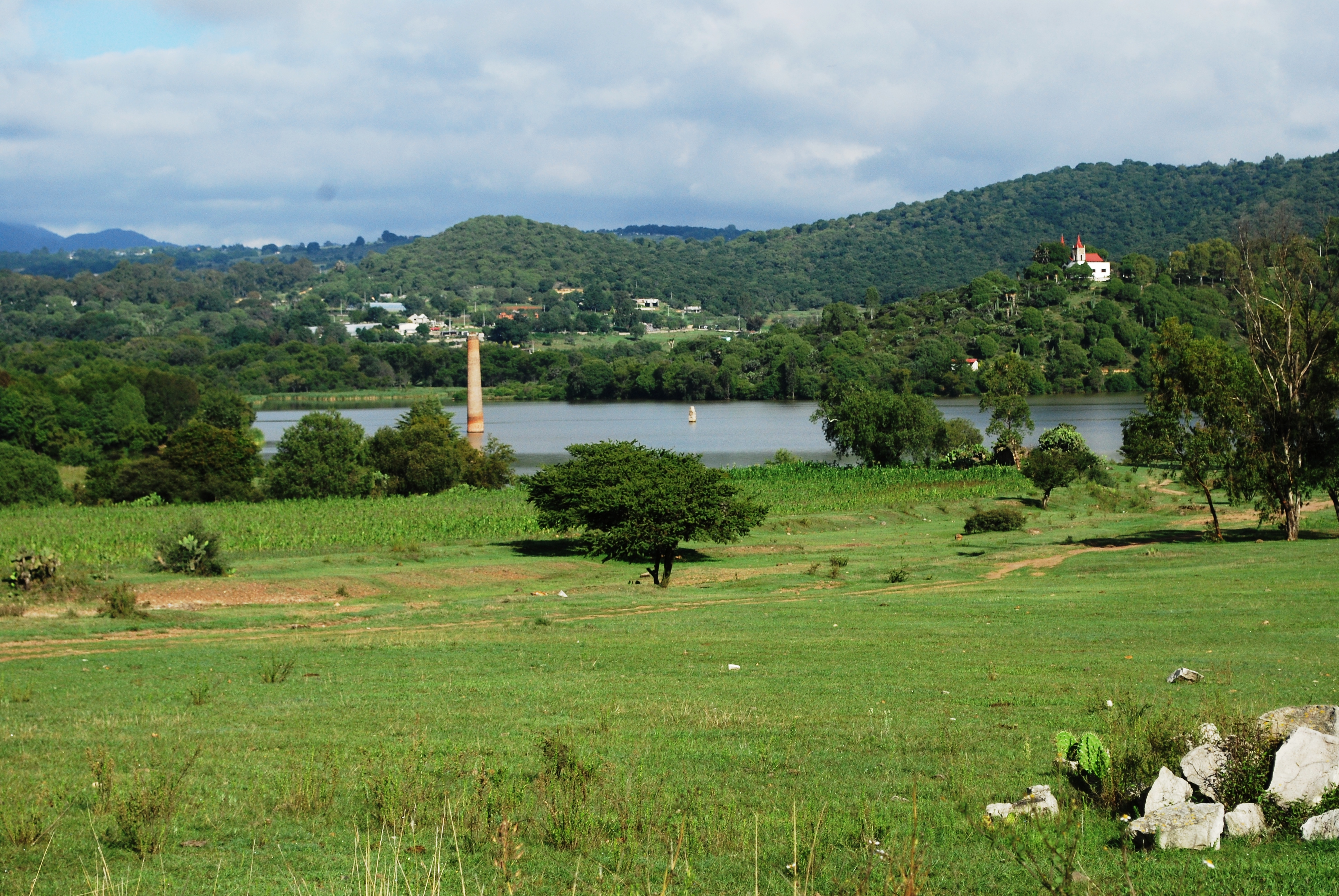
Panorámica de la presa.

En cuanto a fisiografía se encuentra en el extremo oriental de la provincia del Eje Neovolcánico, dentro de la subprovincia de Llanuras y Sierras de Querétaro e Hidalgo. En forma más local, el área se encuentra enmarcada por dos campos volcánicos sobrepuestos en un valle intermontano que desciende de la Sierra de las Navajas por una planicie de origen volcánico hasta el valle de Tulancingo.
En lo que respecta a la hidrografía la presa se encuentra posicionada en la región hidrológica del Pánuco; en la cuenca del río Moctezuma; dentro de la subcuenca del río Metztitlán. El embalse es formado por aguas del río Huascazaloya, el río Colorado, el río Izatla, y por varios riachuelos que nacen en los cerros el Jacal y El Horcon en la Sierra de las Navajas. La corriente de agua desde este punto se conoce como el río de San Antonio Regla, continuando su curso pasando por los prismas basálticos de Santa María Regla, la barranca de Aguacatitla, conectándose eventualmente con el río Metztitlán en la barranca de Metztitlán.
El área inundada de la presa es de 78.9 ha, con una capacidad total de 3.0 hm³. La vegetación del área es principalmente de pastizal, siendo probable que el hombre haya ampliado su extensión original con objeto de lograr su aprovechamiento en la ganadería. También se encuentran áreas de bosque de pino y encina. En cuanto a fauna se encuentran peces como la carpa (Cyprinus carpio y lobina (Micropterus salmoides).

## Turismo

Lanchas a la orilla del embalse.

La presa de San Antonio es aprovechada para actividades recreativas y piscícolas a pequeña escala, beneficiando a los habitantes y visitantes del municipio de Huasca de Ocampo. El embalse de San Antonio es un lago artificial donde se puede practicar la pesca deportiva. También se pueden realizar paseos en lancha o a caballo, así como alquilar cabañas.